# ガープの世界
『ガープの世界』（ガープのせかい、The World According to Garp）は、ジョン・アービングの4作目の小説。1978年刊行。および、それを原作とした1982年の映画。
小説は1980年の全米図書賞を受賞しアメリカでは数年にわたる大ベストセラーとなり、これによって一躍アービングは現代アメリカの小説家の稼ぎ頭になった。
巧みなストーリーテリングで、暴力と死に満ちた世界をコミカルに描く、現代アメリカ文学の旗手ジョン・アービングの自伝的長編。

## あらすじ
物語は主人公T・S・ガープの出生の事情から始まる。ガープの母親ジェニー・フィールズは看護師で、子供は欲しいが夫は欲しくない、子作りのため以外にはセックスしたくないという固い意志を抱いていた。ある時彼女は、戦争での重傷のせいで意識不明のまま寝たきりになっていた三等曹長のガープの看護をすることになる。頭部に銃弾が貫通したせいでこの植物人間の男根がつねに勃起しているのを知った彼女は、名前以外には何も知らないこの三等曹長と（一方的に）セックスし、子を宿す。こうしてT・S・ガープが生まれる。ジェニーは息子を独りで育て、ニューイングランド地方にある全寮制高校に職を得る。
成長したガープは3つのことに興味をもつ。セックス、レスリング、そして物語を書くことである。ガープの母ジェニーはこれらのどれにもあまり興味を持たなかった。1961年にガープが高校を卒業すると、母親は彼をウィーンに旅行に連れて行き、ガープはそこで最初の短編小説を書く。ガープは作家になり、レスリングのコーチの娘に求婚し、そして結婚する。3人の子供が生まれる。一方、ジェニーは 『性の容疑者』 という題名の自伝を書いてベストセラー作家になり、一躍フェミニストたちの憧れの的になる。
ガープはよき父親となり、子供が安全でいられるかという不安と格闘し、世界の危険から子供が守られるようにと願う。ガープ一家は暗く暴力的な出来事に否応なく翻弄され、それを通じて成長し、変化していく。ガープは人生で出会った女性たちから（しばしば痛ましい仕方で）多くを学び、不寛容を前にしてどうにかしてもっと寛容になろうとする。物語は愚行と悲哀に満ちているが、登場人物たちが経験する滑稽なまでの出来事の数々にはそれでも苦い真理が響いている。
『ガープの世界』 にはジョン・アーヴィングの小説のほとんど全篇に現れる要素のいくつかが含まれている。熊、レスリング、ウィーン、登場人物の一生を追うディケンズ流の複雑な筋書き等。またアーヴィングの小説によく現れるもう一つのテーマである「姦通」も重要な役割を果たしており、この物語の最も印象的な場面で描かれている。アーヴィングの作品にこれもよく現れる「去勢不安」のテーマもあり、マイケル・ミルトンの悲劇的運命に明らかである。

## 映画
『ガープの世界』は1982年に映画化された。監督はジョージ・ロイ・ヒル。脚本はスティーヴ・テジック。ガープ役にロビン・ウィリアムズ、フィールズ役にこれが映画デビューとなるグレン・クローズを迎え、性転換した元フットボール選手のロベルタ役をジョン・リスゴーが演じた。撮影はニューヨーク州の私立学校ミルブルック・スクールのキャンパスで行われた。また、劇中にはアーヴィング本人とヒル監督が共にカメオ出演している。
受賞歴では、クローズとリスゴーが共にアカデミー賞の助演賞にノミネートされたほか、ニューヨーク映画批評家協会賞助演男優賞（リスゴー）、ロサンゼルス映画批評家協会賞助演賞（クローズ、リスゴー）をそれぞれ受賞した。

### 映画あらすじ
ジェニー・フィールズは自立を尊ぶ女性で、看護婦として第二次世界大戦に従軍し、脳を損傷したガープという兵士を担当した。男性は肉欲の塊と断じて付き合わず、結婚にも興味はないが子供が欲しいジェニーは、瀕死の状態だが常に勃起しているガープに勝手にまたがり、妊娠した。
生まれた息子にS・T・ガープと名付け、戦後は男子寄宿学校の看護婦となるジェニー。母親と校内に住み込んだガープは、死んだ父親が空軍のパイロットだったと信じ、共に飛ぶ夢を見て育った。6才で生徒となったガープがレスリング部に入部したのも、耳を守る防具がパイロットのヘッドカバーに似ているためだった。
17才になり、レスリング部の新任コーチの娘ヘレンに恋するガープ。母のジェニーにとって息子の肉欲は未知の領域だが、ガープは近所の娘クッシーと幼い頃からお医者さんゴッコをし、遊び感覚で屋外でセックスする仲だった。その現場を覗き見するクッシーの姉妹で陰険なプー。
レスラーは嫌だが作家となら結婚するというヘレンのために小説家を目指すガープ。小説の題材にされ、自分で書くからと止めるジェニー。彼女が書いた自伝はベストセラーとなった。女性の地位向上の象徴として、看護婦の白衣姿で全国を公演して回るジェニー。だが、そんな彼女は暗殺者の銃弾に狙われ始めた。
小説家となってヘレンと結婚し、母親の金で家も購入するガープ。印税で裕福になったジェニーは疎遠だった両親から相続した海辺の大きな屋敷を、心に問題を抱えた女性たちのホームにして看護を始めた。ホームには自ら舌を切り、話せない女性が何人もいた。エレンという少女がレイプされ口封じに舌を切られた事件を発端に、抗議運動として舌を切った女性活動家たちだが、エレン自身は過激な運動に反対し、身を隠して居所も知れずにいた。
ダンカンとウオルトの2人の息子に恵まれ、溺愛するガープ。教師として大学で教えるヘレン。子守りに雇った若いベビーシッターとガープが浮気したことに感づいたヘレンは、執拗に迫って来る教え子のマイケルと関係を持った。それを知り、怒って子供たちを町に連れ出すガープ。家まで押しかけて来たマイケルに別れを告げるヘレン。マイケルを納得させるために、ヘレンは最後に車でのオーラルセックスに応じたが、帰って来たガープの車が追突し、ダンカンが死亡した。
怪我を負い、ジェニーの屋敷で療養するガープとヘレン。一時は夫婦仲も険悪になったが、ジェニーの仲介で仲直りする2人。ガープは、エレンの名の下に舌を切る運動をやめさせたく思い、エレンの事件を書いて出版した。たが、「エレン運動」の女性活動家たちから激しく批判され憎まれるガープ。
女性政治家の選挙応援に立ったジェニーが演説会場で狙撃され、亡くなった。追悼集会は女性限定だと拒まれたが、悲しみを分かち合いたいと女装して出席するガープ。そんなガープを見つけて騒ぎ立てたのは、幼い頃からガープとクッシーのセックスを覗き見して来た陰険なプーだった。会場から脱出したガープを裏口から逃がす若い女性。彼女こそエレン本人だった。口をきけないながら、本の出版に感謝しているとガープに伝えるエレン。
新しい本を書く気力が失せ、義父の後任としてレスリング部でコーチするガープ。その練習場に看護婦姿で現れ、ガープを銃撃するプー。病院に向かう医療ヘリコプターの中でガープは、付き添ったヘレンに全てを忘れるなと遺言し、空を飛んでいることを喜んだ。

### キャスト
※括弧内は日本語吹替（初回放送1988年11月9日 TBS『水曜シネマパラダイス』）
- ガープ ：ロビン・ウィリアムズ  （富山敬）
- ジェニー・フィールズ ：グレン・クローズ （武藤礼子）
- ロバータ・マルドゥーン ： ジョン・リスゴー（三ツ矢雄二）
- ヘレン・ホルム ： メアリー・ベス・ハート （榊原良子）
- ジェニーの父 ： ヒューム・クローニン（嶋俊介）
- ジェニーの母 ： ジェシカ・タンディ（竹口安芸子）
- エレン・ジェイムズ ：アマンダ・プラマー （神代智恵）
- ガープ（子供時代） ：ジェームズ・マッコール （田中真弓）
- 売春婦 ： スージー・カーツ（羽村京子）
- ジョン・ウルフ ： ピーター・マイケル・ゴーツ（広瀬正志）
- クッシー ： ジェニー・ライト

### スタッフ
- 原作： ジョン・アーヴィング
- 衣裳： アン・ロス
- 美術： ヘンリー・バムステッド、ウッズ・マッキントッシュ
- 主題曲： ビートルズ "When I'm Sixty-four"
- 挿入曲： ナット・キング・コール "There Will Never Be Another You"

## 備考
- ガープが通っていた学校のモデルになっているのは、アーヴィングの出身校であるニューハンプシャー州エクセターの寄宿学校、フィリップス・エクセター・アカデミーである。アーヴィングの継父がこの学校の教授を務めている。

- ガープの作家としての経歴が、アーヴィング自身の経歴とよく似ている。ガープの小説第1作はウィーンの動物園の動物を檻から逃がすというもので、『熊を放つ』 に類似。ガープの第2作はスワッピングを扱ったもので、アーヴィングの小説第3作 『158ポンドの結婚』 とよく似ており、第2作である 『ウォーターメソッドマン』 とも若干似たところがある。ガープの小説第3作は 『ベンセンヘイヴァーの世界』 という題名で、（『ガープの世界』 同様）主人公の名前から取られており、ジェニーによれば「性欲」を扱っている。偶然ながら、この第3作も 『ガープの世界』 同様ベストセラーになった。しかもガープはこの第3作が自伝的であるという説を一笑に付している（これはおそらくアーヴィングにも当てはまる）。

## 日本における 『ガープの世界』
『ガープの世界』 は発表当初から日本のアメリカ文学研究者からも注目された他、作家の大江健三郎が 『世界、ガープ発』 という題名で紹介を試みたり、村上春樹（アーヴィング『熊を放つ』を翻訳している）によって紹介され、翻訳が待たれていた。
日本語訳は、筒井正明訳（上下）が、1983年にサンリオで、1985年にサンリオ文庫で刊行されたが、1987年にサンリオ文庫の廃刊に伴い絶版。サンリオ文庫版の発行部数は累計で十数万部程度だった。翌88年10月に、新潮文庫に版を改め出版された（上巻 ISBN 4102273018 / 下巻 ISBN 4102273026）。